# آن سارجنت
آن سارجنت (بالإنجليزية: Anne Sargent)‏ هي ممثلة أمريكية، ولدت في 18 نوفمبر 1923، وتوفيت في 23 يوليو 2007.

## وصلات خارجية
- آن سارجنت على موقع IMDb (الإنجليزية)
- آن سارجنت على موقع قاعدة بيانات برودواي على الإنترنت (الإنجليزية)
- آن سارجنت على موقع قاعدة بيانات الفيلم (الإنجليزية)